# Port lotniczy Calicut
Port lotniczy Calicut (IATA: CCJ, ICAO: VOCL) – port lotniczy obsługujący miasto Kozhikode, w stanie Kerala, w Indiach.